# Titularbistum Pednelissus
Pednelissus (ital.: Pednelisso) ist ein Titularbistum der römisch-katholischen Kirche.
Es geht zurück auf ein früheres Bistum der antiken Stadt Pednelissos in der kleinasiatischen Landschaft Pisidien in der heutigen südwestlichen Türkei. Das Bistum gehörte der Kirchenprovinz Perge an.
| Titularbischöfe von Pednelissus |                        |                                                      |                 |                    |
| Nr.                             | Name                   | Amt                                                  | von             | bis                |
| 1                               | Jean-Benoît Chouzy MEP | Apostolischer Präfekt von Kuamsi (Kaiserreich China) | 21. August 1891 | 22. September 1899 |